# André Stein
Matthäus Andreas Stein (* 12. Dezember 1776 in Augsburg; † 6. Mai 1842 in Wien) war der Sohn des Orgel- und Klavierbauers Johann Andreas Stein und selbst ebenfalls Klavierbauer.

## Leben
Nach dem Tod seines Vaters gründete Matthäus Andreas Stein im Jahr 1794 zunächst gemeinsam mit seiner Schwester Nannette Streicher in Wien eine Klavierfabrik unter dem Namen Frère et Soeur Stein. 1802 trennten sie das gemeinsame Geschäft und führten je eigene Unternehmen weiter, Matthäus Andreas unter dem Namen André Stein. Er war mit Ludwig van Beethoven bekannt, dessen Instrumente er auch wartete.
Um den 8. Juli 1823 reiste Stein mit Friedrich Wieck nach Hetzendorf, wo beide Beethoven besuchten. Das aufschlussreiche Gespräch ist durch Beethovens Konversationshefte sowie einen Brief Wiecks dokumentiert. 1828 kaufte Wieck einen Hammerflügel von Matthäus Andreas Stein für seine Tochter Clara. Er befindet sich heute im Robert-Schumann-Haus und war zusammen mit Clara Schumann auf der Rückseite des 100-DM-Scheins abgebildet.
Eine zeitweise Zusammenarbeit mit dem Instrumentenbauer Jacob Deutschmann zwischen 1830 und 1835 belegt ein Pianoforte im Technischen Museum Wien, das ein zusätzliches Stimmzungenregister (Physharmonika) hat.
Matthäus Andreas Steins Sohn Carl Andreas Stein (* 4. September 1797; † 28. August 1863 in Wien) erlernte ebenfalls das Klaviermacher-Handwerk, erhielt 1829 seine Klaviermacherbefugnis und übernahm 1841 das Geschäft des berühmten Klavierbauers Conrad Graf. 1844 erhielt er den Titel eines „k. k. Hof-Pianoforte-Verfertigers“.